# Academia Internacional Anticorrupção
A Academia Internacional Anticorrupção (IACA) em inglês: International Anti-Corruption Academy) é uma organização internacional com sede em Laxemburgo (Baixa Áustria), 20 km ao sul de Viena em Áustria. A IACA tem por objetivo contribuir de maneira substancial com a luta global contra a corrupção ao desenvolver conhecimento teórico e prático no tópico. Sua principal missão é facilitar a educação anticorrupção, oferecendo cursos para profissionais e praticantes provenientes de todos os setores da sociedade. A IACA é constituída por 75 países-membros das Nações Unidas e quatro organizações internacionais.

## História
A IACA é uma iniciativa conjunta entre o Escritório das Nações Unidas contra Drogas e Crimes (UNODC), o Escritório Europeu Antifraude (OLAF) e a República da Áustria. A organização foi estabelecida tendo por base um tratado multilateral – o Acordo para Estabelecimento da Academia Internacional Anti-Corrupção como uma Organização Internacional. A IACA foi inaugurada durante a conferência “Da visão à realidade”, que ocorreu em Hofburg, Viena, em setembro de 2010. Mais de mil delegados estiveram presentes, representando mais de 120 países-membros da ONU, assim como organizações internacionais e os setores público e privado. Como convidado de honra, esteve presente o Secretário-Geral das Nações Unidas, Ban Ki-moon. Durante a conferência, 35 países e uma organização internacional assinaram o acordo que estabeleceu a IACA. No final de 2010, a IACA tinha 55 membros, e em 8 de março de 2011 se tornou uma organização internacional. Atualmente, a IACA tem um total de 61 membros, e tem status de observadora no Conselho Econômico e Social das Nações Unidas (ECOSOC)  e Grupo de Estados contra a Corrupção (GRECO) do Conselho Europeu.

## Educação & Cooperação

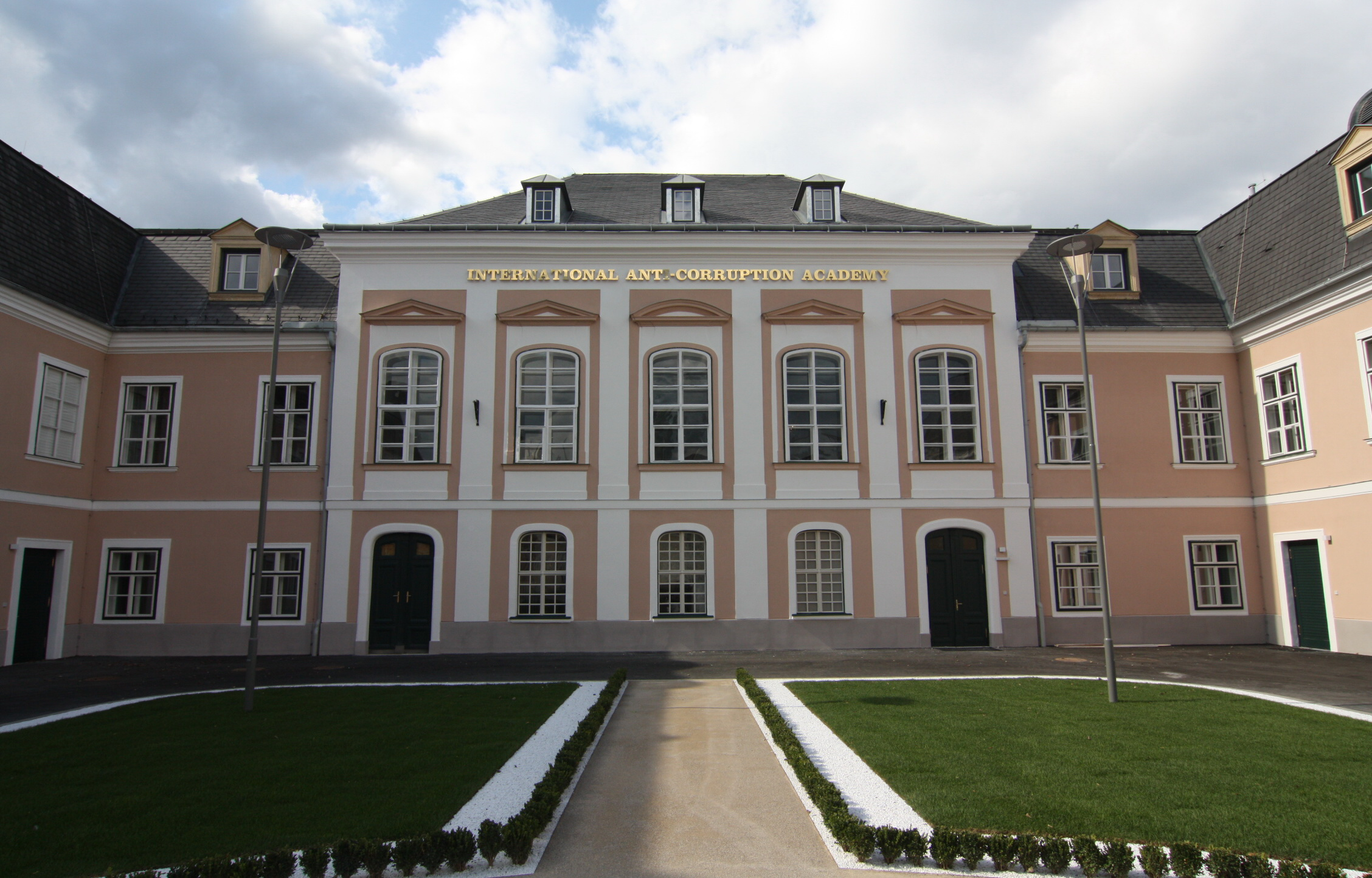
O campus em Laxemburgo

Seguindo uma abordagem holística, a IACA oferece vários tipos de seminários e cursos, além do curso de mestrado em anticorrupção estar no estágio final de desenvolvimento. A Academia também oferece programas personalizados e organiza treinamentos em conjunto com outras organizações como o Programa das Nações Unidas para o Desenvolvimento (PNUD) e a Organização das Nações Unidas para a Agricultura e a Alimentação (FAO) . A IACA oferece oportunidades de pesquisa e uma plataforma para troca de experiências, estabelecimento de redes de contato, e o desenvolvimento de boas práticas. Em um esforço para o fortalecimento da luta contra a corrupção, a Academia trabalha em estreita cooperação com entidades governamentais e não-governamentais bem como com o setor privado. A organização tem acordos de parceira com várias instituições, incluindo a Organização para Seguranca e Cooperação na Europa (OSCE), o Banco Mundial e a Organização dos Estados Americanos (OEA).

## Governança
A IACA é regida por uma Comissão Provisória, que atua em função interina. A Comissão Provisória reúne os membros da organização e dá apoio às suas atividades, realizando os arranjos necessários para a finalização da implementação efetiva do Acordo da IACA e para a Assembleia das Partes que ocorrerá em 2012. O trabalho diário da Academia é efetuado pelo Time Internacional de Transição, responsável por questões administrativas, pela preparação de programas e eventos, pela iniciação de cooperação e por lidar com questões legais. À parte da Comissão, a Academia também se baseia nas recomendações feitas por dois comitês, o Comitê Internacional de Aconselhamento Sênior e o Comitê Internacional de Aconselhamento Acadêmico.